# Kraljev gambit, Wadeova varianta
Wadeova varianta je varianta šahovske otvoritve imenovane sprejeti kraljev gambit. Wadeova varianta se začne s potezami:
- 1. e4 e5 2. f4 Sf6